# ダブルブランド

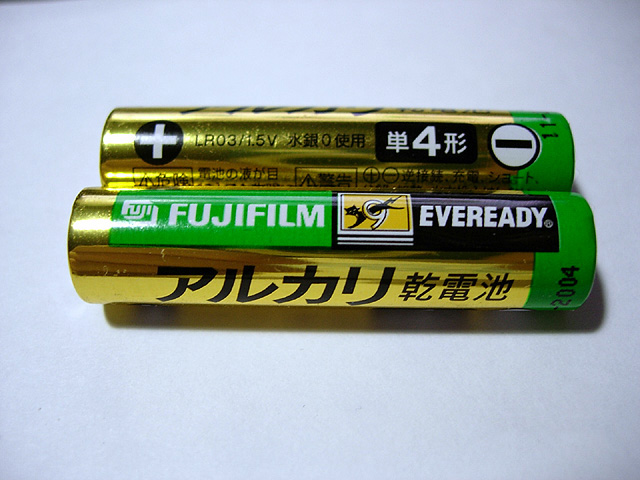
富士フイルムとEVEREADYでダブルブランドの乾電池

ダブルブランドとは、提携、合併、共同開発などにより、ひとつの商品に複数のブランドが付けられているもの。
これには多くのバターンがある。
- 輸入商品に輸出元の企業が保有するブランドを併記する場合。この場合、双方の企業が業務提携している事を絶対条件としている事が多い。ライセンス使用となるため、輸出元企業のブランドは直後に世界的な登録商標マークである“Ⓡ”が付かれる。
- 提携や共同開発により、両者のブランドを併記する場合。
- 同一企業やグループ内企業（子会社・姉妹企業）が展開する双方のブランドを併記する場合。
- 開発を請け負った下請け企業のブランドが併記される場合。
- 倒産した企業の営業権を買い取り、倒産した企業のブランドと自社ブランドを併記する場合。この場合、一定期間を経て自社ブランドのみに移行することが多い。

例えば、富士フイルムは米国エナジャイザーと提携し、世界中にある同社工場製乾電池を日本国内で輸入販売している。このこともあり、富士フイルムが日本で販売する乾電池には必ず富士フイルムとエナジャイザーか、富士フイルムとエバレディ（エナジャイザー社のサブブランド）とのダブルブランドとなっている。
また、倒産した新潟鉄工の場合、各事業がそれぞれ買収されたが、買収先の企業が吸収したものと、単独の事業会社として独立したものがある。吸収された場合の多くは、一定期間はNIIGATAブランドと買収先企業のブランドが併記（つまり、ダブルブランド）され、その後に買収先企業のブランドに移行した。一方、単独の事業会社となった場合、多くは買収先企業の子会社の形となり、NIIGATAブランドが存続している。